# Duguláselhárítás

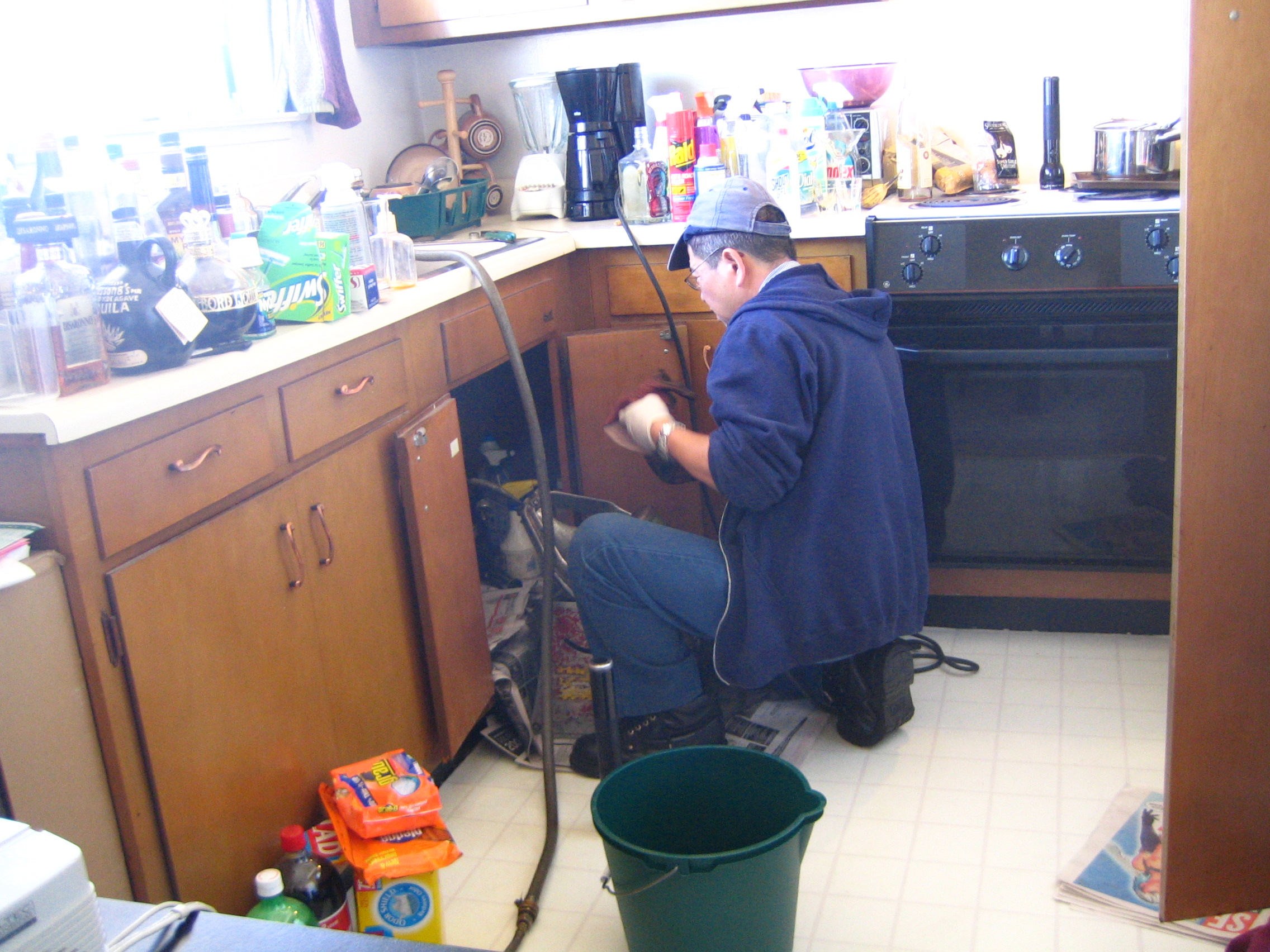
Duguláselhárítás

A duguláselhárítás a dugulások megszüntetése a szennyvízvezetékekben, egy a vízvezeték-szerelő, (pontosabban vízvezeték- és vízkészülék-szerelő) feladatkörébe eső megelőző, karbantartó és tisztító tevékenység. A feladatok egy része házilag is megoldható, de szakember segítségére is szükség lehet a duguláselhárítási munkák elvégzéséhez.

## A dugulások okai

### Vegyszerek
A konyhában főleg a rosszabb minőségű vegyszerek (pl. gyengébb minőségű zsíroldók) okozhatnak dugulást. Ezekből nem csak többet kell használni, hanem különösen sok adalékanyagot is tartalmaznak, így egy idő után megtapadhatnak a lefolyó falán. A beszűkült csőben a szilárd anyagdarabok rendszerint féléven-éven belül duguláshoz vezetnek.
A konyhai szempontjából a különböző lefolyótisztítók is kockázatosak lehetnek. Különösen a por alakú granulátumokkal kell vigyáznunk, amelyek túlzott használat esetén a vécékagylóban összetömörödve dugulást okozhatnak.
A fürdőszobai mosdó dugulásához vezethet ha a takarításhoz használt vegyszerek a mosdó lefolyójába kerülnek, különösen a sűrűbb kemikáliák szoktak duguláshoz vezetni.
A vécében elsősorban a gél-állagú vécétisztító, vízkőoldó megfelelő használatával előzhető meg a dugulás: nem közvetlenül a toalett vizébe, hanem a vécécsészébe öntve. Miután a vegyszerek kifejtették tisztító hatásukat, leöblíthetőek a csatornába.

### Kozmetikumok
Mivel kozmetikumokat általában a fürdőszobában szokás használni, ezért elsősorban itt okozhatnak a vegyszerekhez hasonló problémákat a különböző tusfürdők, samponok, balzsamok, valamint folyékony szappanok.

### Szilárd anyagok
A konyhában a porózus anyagok, mint például a kávézacc, valamint a különböző zsiradékok, ételmaradékok válthatnak ki dugulást. A zsíros ételek forró víz és zsíroldó hiányában megtapadhatnak a lefolyó falán.
A fürdőszobában a haj, a köröm, valamint a tisztálkodás során használt eszközök (pl. borotva védőkupakja) vezethetnek duguláshoz, amennyiben a lefolyóba kerülnek. A haj és sampon kombinációja is komoly dugulást okozhat.
A vécében a dugulás tipikus oka a túl sok vécépapír lehet, különösen pedig a toalettbe dobott vécépapír guriga. A vékonyabb anyagból levő vécépapír szétázik a vízben és így kisebb darabokban át tud jutni a vécé U alakú kanyarulatán, ami a keményebb papírból készült vécépapír-gurigára nem áll. Ha valaki véletlenül a vécé illatosítót húzza le a toaletten, szintén dugulást okozhat.

## Szakember által végzett duguláselhárítás
A vízvezeték- és vízkészülék-szerelő szakember által végzett duguláselhárítási cső- és berendezésszerelési feladatok  nem merülnek ki a már fellépett dugulás megszüntetésében, hanem a megelőzés is részben a szakember feladatkörébe esik.
A vízvezeték-szerelő szerelőállványt készít, ellenőrzi a létrák, állványok, kezelőjárdák állapotát, szükség szerint cserét, javítást kezdeményez.  Kiválasztja a célnak megfelelő tömítőanyagot, tömítőlemezből tömítőgyűrűt és alakos tömítést készít.  Különféle csőanyagokból tömített csőkötéseket készít, szerel, ellenőrzi a csőkötések tömörségét, csőkötéseket készít tömlőkre, tömlőket csatlakoztat csőrendszerekhez. Elvégzi a szennyvíz-műtárgyak karbantartását, tisztítását és a lefolyószerelvények tisztítását is.

## Házilag elvégezhető tevékenységek
Az egyes berendezések a dugulás fellépésének gyakorisági sorrendjében:

### Mosogató

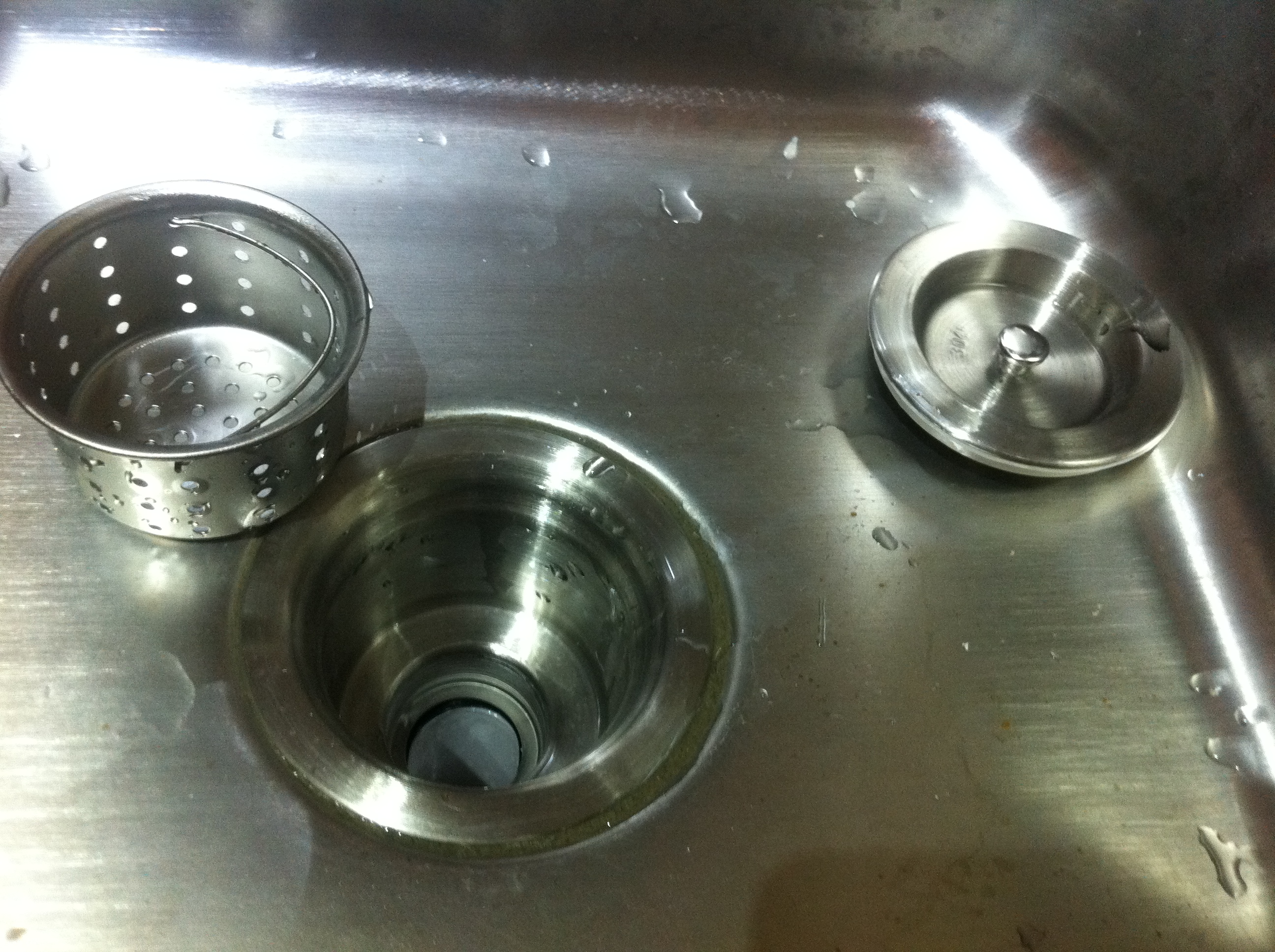
Szétszedett lefolyó

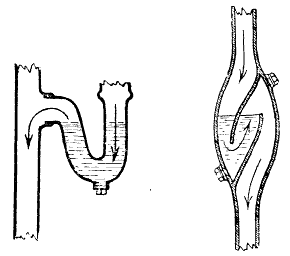
Lefolyószifon

A leggyakoribb dugulások egyike a mosogató lefolyócsövében keletkezik. Meleg, de már nem forrásban lévő vízzel időről-időre feloldható a csövet beszűkítő zsíros szennyeződés.
A már kialakult dugulás elhárítását is első lépésben fizikálisan kell megpróbálni, és a mosogatót nem rögtön feltölteni vegyszerekkel.
Pumpálás
A mosogatóhoz való pumpa alkalmazása alatt a túlfolyó nyílását és minden más esetleges nyílást be kell zárni, például a túlfolyó nyílásához szorított textil- vagy szivacsdarabbal, csak így képes a pumpálás vákuumot létrehozni. A nyomásváltakozás elmozdítja a szennyeződést, és így darabokban már képes lefolyni a dugulást okozó anyag. A pumpálás előtt vizet kell tölteni a mosogatóba. 
A szifon szétszedése
Ha a pumpálással nem sikerült elhárítani a dugulást, akkor a következő teendő a mosogató alatt található szifon szétszedése és alapos kimosása. A szifon összerakásánál ügyelni kell arra, hogy minden tömítés a helyére kerüljön, ellenkező esetben szivárogni fog.
Hagyományos házi szerek
Előbb három kanál szódabikarbónát (ennek híján sütőport vagy sót) kell a lefolyóba önteni, erre következik két deciliter 20%-os ecet. Legalább 10 percnyi pezsgés után a lefolyó meleg, de már nem forrásban lévő vízzel kiöblítendő. A pezsgés során keletkező gázok azok, amik a szennyeződést mintegy „szétrobbantják”.
Csőgörény, spirál
A nem túl költséges csőgörények, illetve spirálok, legalább 5 méteres hosszban. Ezt bele kell tolni a csőbe, és ott tekerni kell. Nagy károkat okozhat, ha nem óvatosan, kis erővel alkalmazzák, és fennáll az a veszély, hogy a szennyeződést még inkább tömöríti, mélyebbre tolja. A tekerés befelé, az óramutató járásával megegyezően, kifelé ellentétesen történik. Ha sikerült kissé átjárhatóvá tenni, akkor a feltöltődés veszélye nélkül önthető bele a majdnem forró víz a szennyeződések feloldására.
Vegyszerek
Makacs szennyeződésnél egy lehetőség  granulátumos duguláselhárító vegyszert a leírásnak megfelelő mennyiségben a lefolyóba rakni, vizet önteni rá a leírásban szereplő mennyiségben, majd várakozni. A duguláselhárító vegyszerek maró hatásúak, képesek az összes duguláshoz vezető szerves anyagdarabkát feloldani, de egy idő után a csövek fémjét is megtámadják.
A duguláselhárító vegyszerek alkalmazása után nagyon alapos öblítés szükséges, a testi érintkezést kerülni kell.

### WC
A második leggyakoribb probléma a wc eldugulása. Oka lehet a fentebb említett ételmaradékok megakadása a bűzzáró részben, de az is előfordul, hogy fertőtlenítők, illatosítók a műanyag tartójukkal együtt megakadnak. Ok lehet a nem elegendő öblítővíz alkalmazása, és a túlzott wc-papír használat is. 
A wc duguláselhárításánál házilag csak a wc-pumpa segíthet a kagylót vízzel megtöltve, és a pumpát fel-le mozgatva. Erre a célra semmiképpen sem alkalmas a vécékefe, mert egyenes kialakítása miatt nem fog elérni a toalett U alakú kanyarulatába.

### Kád, zuhanyzó
A kád vagy zuhanyzótálca viszonylag ritkán szokott eldugulni. Elsőként a lefolyóba akadt hajszálakat kell eltávolítani. Pumpálás és a szódabikarbóna-ecet „duó” lehet eredményes, valamint majdnem forró vízzel és nagy nyomással való mosás a zuhanyrózsát közel tartva a lefolyóhoz. Szétszedése már nem a házilag megoldható feladatok közé tartozik, a duguláselhárító szakemberek csak a szükséges mértékben szedik szét a berendezéseket.

### Mosdó
A mosdó eldugulásának legfőbb kiváltó okai a hajszálak és kozmetikumok.
Sok esetben megoldást jelent a szifon tisztítása, ennek sikertelensége esetén eredményt hozhat a pumpálás, a csőgörény és a granulátumos vegyszer körültekintő alkalmazása úgy, ahogy az a mosogatónál is szerepel.

### Nagynyomású csőtisztító gépek
A magas nyomású, nagy teljesítményű „woma” eszközök, vizet felhasználva lazítják fel a szennyeződéseket, amelyek így a csőben továbbhaladva biztosítják a szabad áramlást. A magas nyomású csőtisztító gépek előnye, hogy a legtöbb hagyományos szennyeződésfajtával – nem ideértve például a beton-, gipsz- vagy más szilárdabb anyagok lerakódásait és a gyökérbenövéseket – gyorsan és hatékonyan képesek elhárítani. Rendszerint elektromos, egyfázisú motorral rendelkezik, és nem csak a szakemberek eszközkészletében, de sok háztartásban is megtalálható, többek között azért, mert kocsimosáshoz is alkalmazzák. Létezik ugyanakkor robbanómotoros, jóval nagyobb teljesítményű típusa is, amely 200 bar nyomás feletti teljesítményre képes, és hatékonyan képes elhárítani például a vezetékek falán megragadt zsírlerakódásokat is.

## Adapterek
A kézi és elektromos csőtisztító berendezések, csőgörények közös jellemzője, hogy elejükre különböző adapterek, azaz fejek illeszthetőek. Ezek alaptípusai:
Egyenes fúró: amelynek átmérője a spirál átmérőjével megegyező, a legegyszerűbb adapterfajta. Alkalmas a hagyományos szennyeződések fellazítására.
Buzogányos fúró: középen egy helyen kiszélesedik, elején és végén átmérője megegyezik a csőtisztító spirál átmérőjével. Kifejezetten könnyebb iszaposodás esetén használják a szakemberek, általában a szennyeződések fellazítására.
Visszavezető fúró: a csőbe szorult könnyebb tárgyak, így például rongyok megragadására szolgál, a végén kampószerű kialakítású, így magával tudja húzni a beszorult tárgyat, így az könnyen eltávolítható a csőből anélkül, hogy további műveletekre lenne szükség.
Tölcséres fúró: A buzogányos fúróhoz hasonlóan iszaposodás esetén alkalmazzák, szintén annak fellazítására.
Villás vágófej: Kétcélú adapternek mondható. Használják egyrészt a zsírlerakódások lekaparására és levágására a csövek, vezetékek belső felületéről, valamint a csőben található kisebb idegen tárgyak, anyagok aprítására, szétvágására, amelyek így továbbhaladnak a csőben, vagy eltávolíthatóak például visszavezető fúró segítségével.
Lapátfejű fúró: A komolyabban eliszaposodott csatornák és vezetékek esetén a szennyeződések fellazításához, szilárdabb anyagok fellazításához, darabolásához használt adapter.
Spirálos fűrészfogú vágófej: Kifejezetten a fás akadályok vágására, aprítására használt eszköz, amelyet rendszerint a gyökérrel benőtt csatornák megtisztításához, a csövekben megrekedt ágak, gallyak aprításához használnak.
Fogazott, keresztlapos fúró: A keményebb, szilárdabb szennyeződések eltávolításához használják, amelyeket más módszerrel már nem lehetne a csőből eltávolítani. Ilyen szennyeződés lehet például a malter, amely például a szennyes ruhák mosása során kerülhet a vezetékekbe, ahol megtapad azok belső felületén, összeáll, majd megszilárdul és elvágja az áramlás útját. A keresztlapos fúró segítségével ezek a szennyeződések is átfúrhatóak, így biztosítható az áramlás a csőben.
Láncos tisztítófej: A csőben található szilárd akadályok felaprítása után a végső tisztításra szokás használni, a csövek és vezetékek belső felületén még megtalálható szennyeződések eltávolítására, megelőzendő az újabb anyaglerakódásokat és a dugulást.
Keményfém fúrófej: A legkeményebb anyagú lerakódások esetén használják a szakemberek, mint amilyenek a keményfém élek, illetve a betonlerakódás, vízkő vagy a gipsz.
Recézett villás fej: Számos szennyeződéstípus elhárítására használatos, univerzális adapter, amelyet a leggyakrabban a csövekben található gallyak, ágak, gyökérbenövések aprítására, vágására használnak.
Kétutas gyökérvágó: nevének megfelelően kifejezetten a gyökérbenövések szétvágására, a fás szennyeződések elhárítására, illetve más jellegű szilárd anyagok vágására rendeltetett adapter.
Csatornakamera: általában adapterként használják, de önálló gépként is létezik. Lényege, hogy a kamerafejet a szakemberek a csőtisztító spirál végére erősítik, és így küldik azt be a csőbe vagy csatornába, hogy tisztább képet kaphassanak a dugulás jellegéről, pontosabb diagnózist állíthassanak fel. A képet a kamerafej egy monitorra továbbítja, amely általában színes, élő képet ad. A csatornakamera nagyban megkönnyítheti a munkát, mivel pontosan megmutatja, milyen jellegű a szennyeződés és így meghatározható az elhárításához használandó legmegfelelőbb módszer. Különböző méretekben elérhető, így bizonyos típusaival akár a kisebb, 20 mm átmérőjű vezetékek is hatékonyan vizsgálhatóak. A szakemberek rendszerint akkor javasolják a használatát, ha rendszeresen, sokadszorra visszatérő dugulással van dolguk, amelynél nem állapítható meg egyértelműen a kiváltó ok. Az optikai eszköz nem csak a probléma jellegének, de pontos helyének meghatározására is kiválóan alkalmas, ami a duguláselhárítás során hatalmas segítséget jelenthet. A kamera anyaga a feladat jellegénél fogva igencsak tartós, sav- és lúgálló, hogy a csatornában található szennyeződések, lefolyótisztító szerek vagy más anyagok ne tehessenek kárt benne.